# Redline (film 1997)
Redline (Deathline) é un film canadese-olandese diretto da Tibor Takàcs.

## Trama
John Anderson Wade viene resuscitato da un'organizzazione segreta russa dopo essere stato tradito e ucciso dal suo complice Merrick, lui e un'altra complice Katya si mettono quindi alla caccia di Merrick e degli altri criminali.